# Học bổng Gates Cambridge

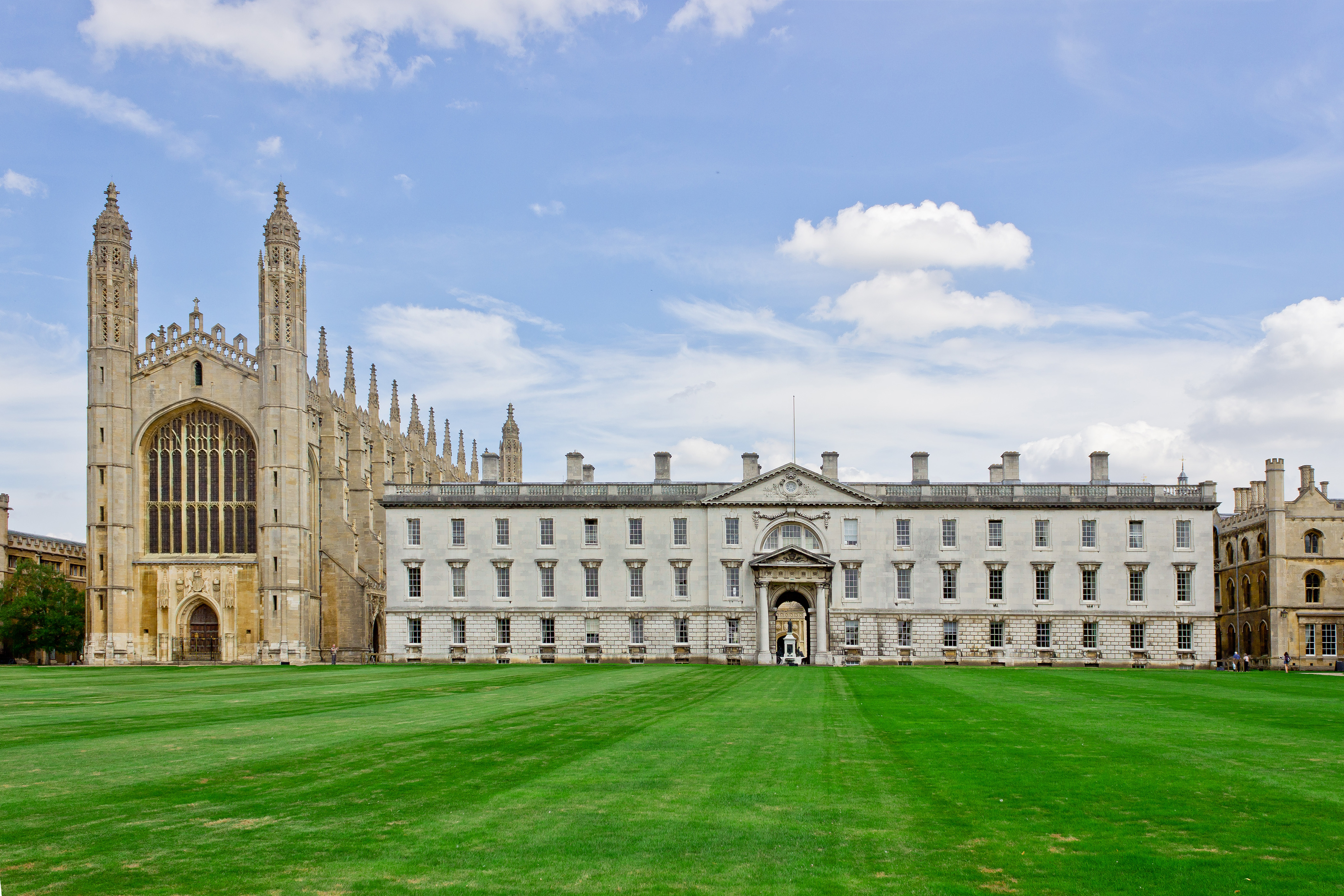
20130808 Kings Back Court 01

Học bổng Gates Cambridge được thành lập vào tháng 10 năm 2000 với số tiền 210 triệu USD từ quỹ Bill & Melinda Gates dành cho những học sinh có thành tích học tập nổi bật từ khắp nơi trên thế giới ngoại trừ Vương quốc Liên hiệp Anh và Bắc Ireland. Đây là một trong số ít những học bổng danh giá và cạnh tranh nhất trên thế giới. Theo như lời giới thiệu của ông Gordon Johnson, người phụ trách Gates Cambridge Trust, mục đích của học bổng này là tạo cơ hội để các sinh viên đến từ nước ngoài có thể theo học sau đại học (thạc sĩ hay tiến sĩ) tại Đại học Cambridge. Người được nhận học bổng được hỗ trợ toàn bộ học phí, sinh hoạt và được phép sử dụng tiền trợ cấp cho các hoạt động có liên quan đến việc nghiên cứu học tập. Những sinh viên đầu tiên nhận được học bổng đến Cambridge vào tháng 10 năm 2001.

## Mục đích
Tổ chức Bill & Melinda Gates Foundation hi vọng sẽ tạo ra một mạng lưới những nhà lãnh đạo tương lai từ khắp nơi trên thế giới. Những con người đó hứa hẹn sẽ mang lại một cái nhìn mới cho thế giới và cải thiện cuộc sống của người dân đất nước họ. Họ được dự đoán là sẽ trở thành những nhà lãnh đạo góp phần giải quyết những vấn đề mang tính toàn cầu như y tế, luật pháp, công nghệ và giáo dục- những lĩnh vực mà tổ chức vô cùng quan tâm.

## Suất học bổng
Khoảng 100 sinh viên được chọn mỗi năm, và khoảng 230 sinh viên đang học tại Đại học Cambridge với học bổng Gates Cambridge. Trong số 100 sinh viên được chọn từ khắp nơi trên thế giới, 40% là sinh viên người Mỹ, 20%-30% là sinh viên châu Âu, còn lại là dành cho các nước khác.

## Tiêu chuẩn
- Trí tuệ phải đặc biệt ưu tú
- Có thành tích đặc biệt xuất sắc suốt các năm học phổ thông cũng như ở bậc đại học.
- Có tư chất của một nhà lãnh đạo trong tương lai có thể góp phần làm thay đổi bộ mặt thế giới, làm cho thế giới tốt đẹp hơn.
- Có mong muốn cống hiến cho xã hội bằng những công trình nghiên cứu hay thành tích cụ thể.

## Tính cạnh tranh
Học bổng Gates Cambridge khác những học bổng khác như Học bổng Rhodes, Học bổng Marshall hay Giải thưởng Fullbright ở điểm là học bổng này được trao cho những người đã được nhận vào Đại học Cambridge. Do đó việc đầu tiên mà sinh viên cần phải có là sự cho phép từ một trong những khoa ở Đại học Cambridge. Việc được nhận sự cho phép ở Cambridge không đảm bảo một suất học bổng Gates Cambridge bởi vì quá trình cạnh tranh sau đó còn quyết liệt hơn để tranh giành 100 suất học bổng này. Đây gần như là học bổng toàn phần duy nhất để sinh viên nước ngoài theo học ở Đại học Cambridge.